# أنتاناس كافاليوسكاس
أنتاناس كافاليوسكاس (بالليتوانية: Antanas Kavaliauskas)‏ مواليد 19 سبتمبر 1984 في فيلنيوس، الجمهورية الليتوانية السوفيتية الاشتراكية، هو لاعب كرة سلة ليتواني. بدأ مسيرته الاحترافية في سنة 2007. يحمل الرقم 44. يبلغ طوله 6 قدم 10 بوصة (2.1 م). مثّل منتخب بلاده. شارك في دورة الألعاب الأولمبية الصيفية سنة 2012.

## المسيرة الاحترافية
لعب مع نادي بانيونيس لكرة السلة في موسم 2007–2008، ثم لعب مع يوفي كازيرتا باسكت في الدوري الإيطالي في موسم 2009–2010، ثم لعب مع في إي إف ريغا من سنة 2011 إلى 2013، ثم لعب مع بلباو باسكت في الدوري الإسباني في موسم 2013–2014، ثم لعب مع ليتوفوس رايتس من سنة 2014 إلى 2016، ثم لعب مع زالغيريس لكرة السلة في سنة 2016.

## سجل المنافسة
شارك في المنافسات التالية:
- بطولة أمم أوروبا لكرة السلة 2015
- الألعاب الأولمبية الصيفية 2012
- الألعاب الأولمبية الصيفية 2016

## روابط خارجية
- أنتاناس كافاليوسكاس على موقع الاتحاد الدولي لكرة السلة (الإنجليزية)
- أنتاناس كافاليوسكاس على موقع الدوري الأوروبي لكرة السلة (الإنجليزية)
- أنتاناس كافاليوسكاس على موقع الدوري الإسباني لكرة السلة (الإسبانية)
- أنتاناس كافاليوسكاس على موقع كرة السلة الأوروبية.كوم (الإنجليزية)
- أنتاناس كافاليوسكاس على موقع كلية كرة السلة في سبورتس رفرنس.كوم (الإنجليزية)
- أنتاناس كافاليوسكاس على موقع ريلجم (الإنجليزية)
- أنتاناس كافاليوسكاس على موقع بروبوليرز (الإنجليزية)
- أنتاناس كافاليوسكاس على موقع سبورتس رفرنس (الإنجليزية)
- أنتاناس كافاليوسكاس على موقع اللجنة الأولمبية الدولية (الإنجليزية)
- أنتاناس كافاليوسكاس على موقع أوليمبيديا (الإنجليزية)